# 大倉徹也
大倉 徹也（おおくら てつや、1932年11月18日 - 2019年2月4日）は、日本の放送作家。

## 来歴・人物
大阪市十三で生まれ、幼少時に豊中市へ移り住む。東京都立大学へ進み、在学中は演劇部で活動した。
1956年から永六輔の誘いを受けて放送作家の活動を始め、『夢であいましょう』『8時だョ!全員集合』『小沢昭一の小沢昭一的こころ』など、数多くの芸能関係のテレビ･ラジオ番組を手がけた。日本脚本家連盟の理事を20年以上勤めた。
また、阪急宝塚線沿線で生まれ育ったため阪急ブレーブスのファンとなり、純パの会代表を務めたこともあったため、パ・リーグに関する著作もある。
2019年2月4日午後1時41分、肺がんのため東京都目黒区の自宅で死去。86歳没。

## 担当番組
ラジオ
- トンコは出勤5分前（文化放送）
- 八大朝の歌（文化放送）
- 朝からどうもすみません（文化放送）　出演・林家三平
- 今晩は森繁久彌です（文化放送）
- 放送の休日（文化放送）
- 小沢昭一の小沢昭一的こころ （TBS）
- 民放ラジオ30周年記念特別番組 スーパースターベスト10（全国民放各局、制作･ニッポン放送）

テレビ
- セブンティーン（日本テレビ）
- 夢であいましょう（NHK）
- ミニミニ・バンバン（TBS）
- ステージ101（NHK）
- 8時だヨ!全員集合[6]（TBS）
- 歌え!ヤンヤン!（東京12チャンネル）
- スーパースター8★逃げろ!（日本テレビ）
- 人気スター今週のベストテン（TBS）
- ばらえてい テレビファソラシド[7]（NHK）
- ビッグショー（NHK）
- この人○○ショー（NHK）
- 加山雄三ショー（NHK）
- Time21（日本テレビ）
- NHKニューイヤーオペラコンサート（NHK）
- わが心の愛唱歌大全集（NHK）

## 著書
- 『涙をけとばせ - 今晩は森繁久彌です』（文化放送出版部 1967年、森繁久彌、川崎洋、隅田宣と共著）
- 『駅文化を考える』（日本放送出版協会 1988年）
- 『われらブレーブス人間 - ドキュメント「阪急」から「オリックス」へ』（菁柿堂 1989年、田中正恭と共著）
- 『ブレーブス人間の遺書』（菁柿堂 1991年）
- 『「超」文章読本』（影書房 1995年）
- 『小沢昭一的流行歌・昭和のこころ』（新潮社 2000年、2003年に新潮文庫、小沢昭一と共著）
- 『わが愛しきパ・リーグ』（講談社 2005年）
- 『放送作家の時間』[8]（イースト・プレス 2019年）遺作